# Coviriali (distrito)
Coviriali é um distrito do peru, departamento de Junín, localizada na província de Satipo.

## Transporte
O distrito de Coviriali é servido pela seguinte rodovia:
- PE-5SB, que liga a cidade de Satipo ao distrito de Concepción[2][3][4]